# 12040 Jacobi
12040 Jacobi (1997 EK8) là một tiểu hành tinh vành đai chính được phát hiện ngày 8 tháng 3 năm 1997 bởi P. G. Comba ở Prescott.